# 大连日本人学校
大连日本人学校（日语：／ Dairen Nihonjin Gakkō）是位于中国大连的日本人学校，创办于1993年，现任校长为松田雄三。

## 沿革
大连日本人学校前身为大連日本商工俱乐部创办的大连日本人补习校，并于1994年4月1日被日本文部科学省核准指定为日本人学校；2000年5月23日，中华人民共和国教育部批准学校成立。
2015年，学校迁往位于开发区的新校舍；2019年附属幼儿园关闭，次年举校再度迁移至现址。